# Тетрацианокупрат(I) калия
Тетрацианокупрат(I) калия — анионный комплекс с монодентатным лигандом (СN)−.

## Описание
(СN)− — лиганд сильного поля. Он связан с комплексообразователем по донорно-акцеторному механизму. Соединение обладает средней спиновостью, медь находится в sp3 гибридизации. Комплекс является парамагнетиком.
При стандартных условиях — твёрдое вещество белого цвета, имеет ионную кристаллическую решётку, и как следствие не летуч, имеет высокую твёрдость, должен обладать высокой температурой плавления, но разлагается при меньших температурах. Имеет тетраэдрическое поле лигандов.
Как и многие цианидные комплексы, благодаря лиганду сильного поля, комплекс очень устойчив (Ку =1030), как и все комплексы хорошо растворим в воде, при растворении диссоциирует, почти нацело, на внутреннюю и внешнюю сферы:
{\displaystyle {\ce {{K3[Cu(CN)4]}->{3K+}+{[Cu(CN)4]^{3-}}}}}
В малой степени также диссоциирует сам комплексный ион:
{\displaystyle {\ce {{[Cu(CN)4]^{-}}->{Cu+}+{4(CN)^{-}}}}}
В растворе может проявлять как окислительные, так и восстановительные свойства, в основном за счёт Cu+, +1 — промежуточная, не устойчивая степень окисления.
Получить комплекс можно следующим образом:
{\displaystyle {\ce {{16KCN}+ {4Cu}+ {2H2O}+ {O2}-> {4K3[Cu(CN)4]}+ {4KOH}}}}
Комплекс не разрушается, взаимодействуя со щелочью, так как по уравнению реакции
{\displaystyle {\ce {{K3[Cu(CN)4]}+ {KOH}-> {KCN}+ {CuOH}}}}, Кр=10−16 < 1
Аналогично взаимодействует с кислотами:
{\displaystyle {\ce {{K3[Cu(CN)4]}+ {HCl}-> {HCN}+ {CuCl}+ {KCl}}}}, Кр=10−24 < 1

### Токсичность
Благодаря наличию цианидной группы ядовит. Токсичные свойства проявляются при проглатывании, контакте с кожей, вдыхании пыли.